# Giovanni Schiaparelli
Giovanni Virginio Schiaparelli (n. 14 martie 1835, Savigliano, Piemont, Italia – d. 4 iulie 1910, Milano, Regatul Italiei) a fost un astronom italian și istoric al științei.
A studiat la Torino, Berlin și Sankt Petersburg și a lucrat începând cu 1860 la Observatorul Brera (Milano), la care a fost director în perioada 1862-1900.
A fost de asemenea senator al Romei (1889) în Regatul Italiei, membru al Academiei Linceene/Accademia dei Lincei (Roma), al Academiei de Științe din Torino și al Institutului Regio Lombardo (Milano).
A devenit cunoscut mai ales pentru studiile sale privind planeta Marte (canalele marțiene), deși cea mai importantă descoperire a sa se referă la stelele căzătoare.
În 26 aprilie 1861 la Osservatorio Astronomico di Brera, Milan, descoperă asteroidul 69 Hesperia.
Nepoata sa, Elsa Schiaparelli, a devenit o faimoasă creatoare de modă.

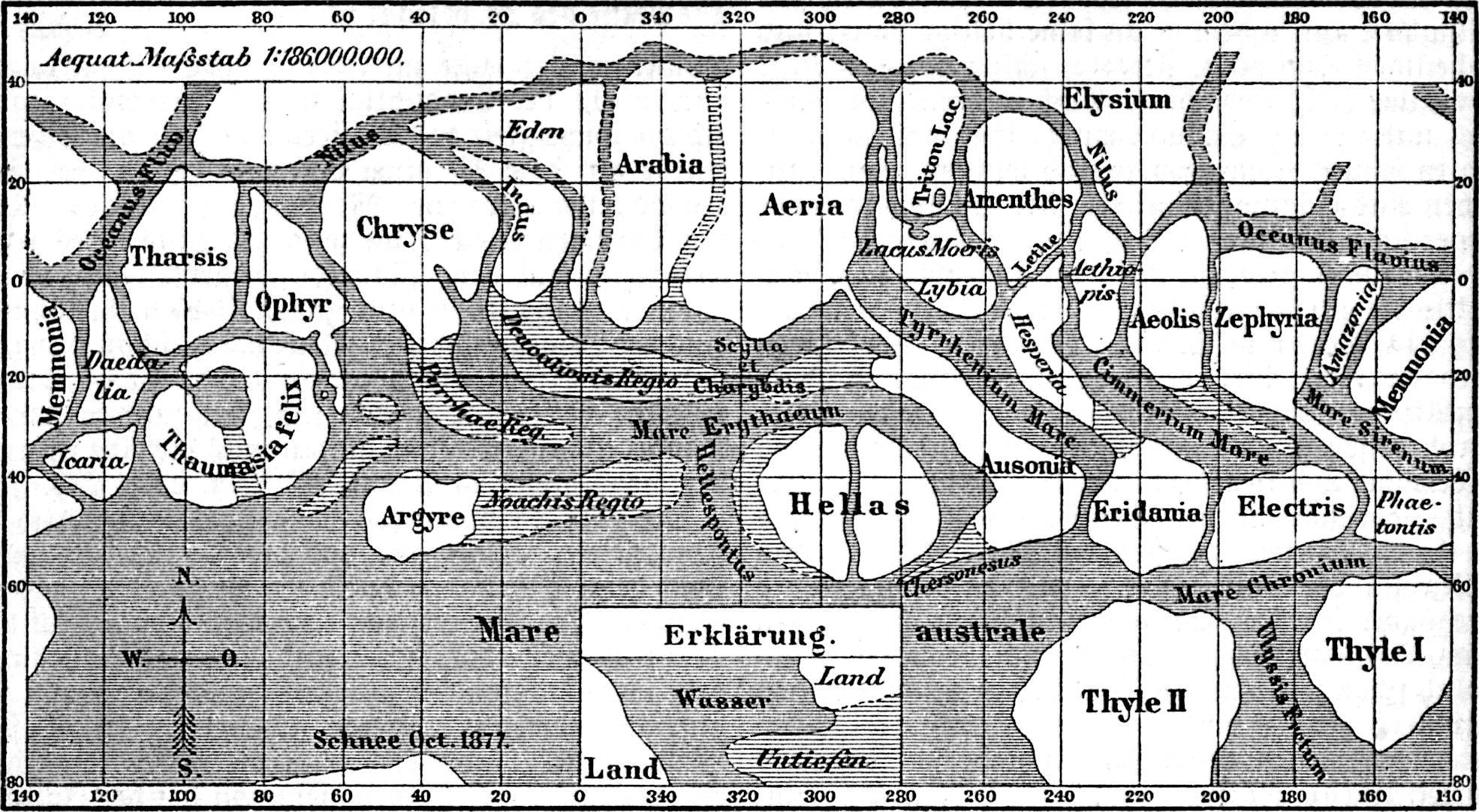
Hartă a planetei Marte după Schiaparelli